# Gastón Brugman
Gastón Brugman Duarte (Rosario, 7 settembre 1992) è un calciatore uruguaiano, centrocampista del Nashville.

## Caratteristiche tecniche
È un fantasista, abile sui calci piazzati. È in grado di agire anche da vertice basso di centrocampo.

## Carriera

### Club
Inizia la sua carriera a quattro anni, con l'Estudiantes di Rosario, squadra della sua città natale. In seguito viene prelevato dal Peñarol, che lo aggrega al proprio settore giovanile. Nel 2007 si trasferisce in Italia, accordandosi con l'Empoli.
Esordisce con gli azzurri il 5 marzo 2011 in Empoli-Modena (0-1), subentrando al 58' al posto di Riccardo Nardini. Otterrà un'altra presenza il 29 maggio all'ultima giornata contro il Vicenza, andando in rete.
Il 26 luglio 2012 firma un contratto quadriennale con il Pescara. Esordisce con gli abruzzesi il 5 dicembre nell'incontro di Coppa Italia perso per 4-2 contro il Cagliari.

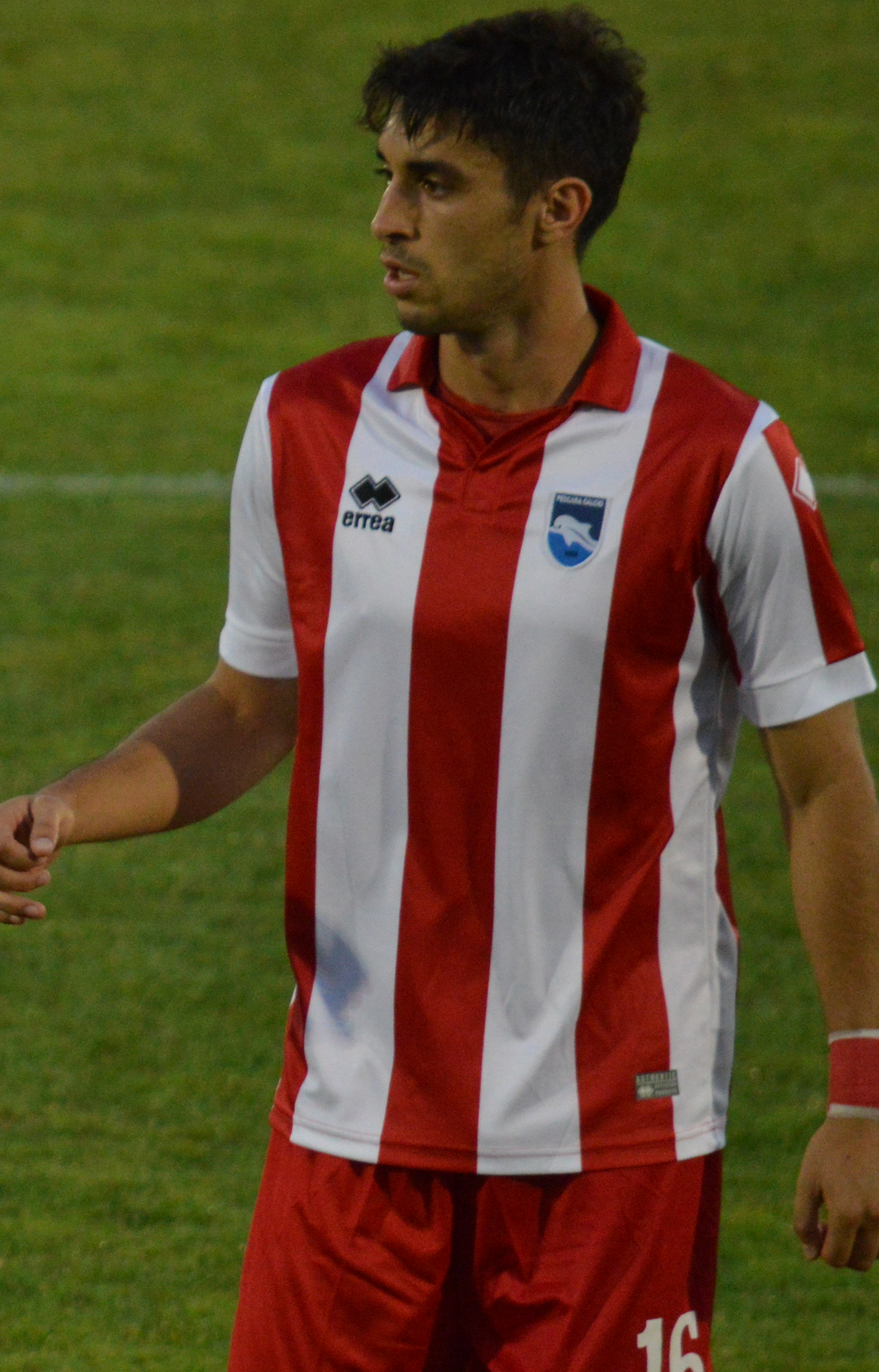
Brugman al nel 2016.

Il 31 gennaio 2013 passa in prestito al Grosseto. Esordisce con i toscani il 16 marzo contro il Modena, sostituendo Marco Crimi a 10' minuti dal termine. Conclude l'annata, terminata con la retrocessione dei toscani, con 12 presenze, disputando una buona seconda parte di stagione. Terminato il prestito, rientra al Pescara.
In Abruzzo riesce ad imporsi in mezzo al campo nel ruolo di regista, risultando tra i migliori tra i biancoazzurri per rendimento. Il 10 maggio 2014 si infortuna nel corso della partita contro il Siena, riportando la lesione del crociato anteriore del ginocchio sinistro. Torna in campo 7 mesi dopo contro il Perugia.
Dopo aver rinnovato il proprio accordo fino al 2019, il 10 luglio 2015 si trasferisce al Palermo in prestito con diritto di riscatto. Terminato il prestito rientrando al Pescara, di cui diventa capitano nel 2017 dopo la partenza di Ledian Memushaj. Il 1º agosto 2019 passa al Parma, in cambio di 5 milioni di euro. Il 21 aprile 2021 realizza la sua prima rete con i ducali nella sconfitta per 3-1 contro la Juventus, segnando su calcio di punizione.
Il 1º settembre 2021 passa in prestito con diritto di riscatto (fissato a 5 milioni di euro) al Real Oviedo, nella seconda serie spagnola. Il 7 luglio 2022 viene ceduto in cambio di 2 milioni di euro al Los Angeles Galaxy.
Il 19 dicembre 2024, dopo aver vinto la MLS 2024, passa al Nashville, nell'ambito di uno scambio con i LA Galaxy che vede coinvolto Sean Davis.

### Nazionale
Con la propria nazionale, ha partecipato nel 2007 al Campionato Sudamericano Under-15. Nel 2009 ha giocato 4 partite con la nazionale Under-17 uruguayana.

## Statistiche

### Presenze e reti nei club
Statistiche aggiornate al 26 luglio 2025.
| Stagione         | Squadra          | Campionato       | Campionato | Campionato | Coppe nazionali | Coppe nazionali | Coppe nazionali | Coppe continentali | Coppe continentali | Coppe continentali | Altre coppe | Altre coppe | Altre coppe | Totale | Totale |
| Stagione         | Squadra          | Comp             | Pres       | Reti       | Comp            | Pres            | Reti            | Comp               | Pres               | Reti               | Comp        | Pres        | Reti        | Pres   | Reti   |
| ---------------- | ---------------- | ---------------- | ---------- | ---------- | --------------- | --------------- | --------------- | ------------------ | ------------------ | ------------------ | ----------- | ----------- | ----------- | ------ | ------ |
| 2010-2011        | Empoli           | B                | 2          | 1          | CI              | 0               | 0               | -                  | -                  | -                  | -           | -           | -           | 2      | 1      |
| 2011-2012        | Empoli           | B                | 18         | 1          | CI              | 1               | 0               | -                  | -                  | -                  | -           | -           | -           | 19     | 1      |
| Totale Empoli    | Totale Empoli    | Totale Empoli    | 20         | 2          |                 | 1               | 0               |                    | -                  | -                  |             | -           | -           | 21     | 2      |
| 2012-gen. 2013   | Pescara          | A                | 0          | 0          | CI              | 1               | 0               | -                  | -                  | -                  | -           | -           | -           | 1      | 0      |
| gen.-giu. 2013   | Grosseto         | B                | 12         | 0          | CI              | -               | -               | -                  | -                  | -                  | -           | -           | -           | 12     | 0      |
| 2013-2014        | Pescara          | B                | 35         | 4          | CI              | 2               | 0               | -                  | -                  | -                  | -           | -           | -           | 37     | 4      |
| 2014-2015        | Pescara          | B                | 19+5       | 2          | CI              | 0               | 0               | -                  | -                  | -                  | -           | -           | -           | 24     | 2      |
| 2015-2016        | Palermo          | A                | 14         | 0          | CI              | 0               | 0               | -                  | -                  | -                  | -           | -           | -           | 14     | 0      |
| 2016-2017        | Pescara          | A                | 27         | 1          | CI              | 1               | 0               | -                  | -                  | -                  | -           | -           | -           | 28     | 1      |
| 2017-2018        | Pescara          | B                | 41         | 7          | CI              | 3               | 1               | -                  | -                  | -                  | -           | -           | -           | 44     | 8      |
| 2018-2019        | Pescara          | B                | 31+2       | 4          | CI              | 2               | 1               | -                  | -                  | -                  | -           | -           | -           | 35     | 5      |
| Totale Pescara   | Totale Pescara   | Totale Pescara   | 153+7      | 18         |                 | 9               | 2               |                    | -                  | -                  |             | -           | -           | 169    | 20     |
| 2019-2020        | Parma            | A                | 23         | 0          | CI              | 2               | 0               | -                  | -                  | -                  | -           | -           | -           | 25     | 0      |
| 2020-2021        | Parma            | A                | 26         | 1          | CI              | 2               | 0               | -                  | -                  | -                  | -           | -           | -           | 28     | 1      |
| ago. 2021        | Parma            | B                | 1          | 0          | CI              | 0               | 0               | -                  | -                  | -                  | -           | -           | -           | 1      | 0      |
| Totale Parma     | Totale Parma     | Totale Parma     | 50         | 1          |                 | 4               | 0               |                    | -                  | -                  |             | -           | -           | 54     | 1      |
| ago. 2021-2022   | Real Oviedo      | SD               | 33         | 3          | CR              | 0               | 0               | -                  | -                  | -                  | -           | -           | -           | 33     | 3      |
| 2022             | LA Galaxy        | MLS              | 14+2       | 3          | USOC            | 0               | 0               | LC                 | 1                  | 0                  | -           | -           | -           | 17     | 3      |
| 2023             | LA Galaxy        | MLS              | 22         | 2          | USOC            | 3               | 1               | LC                 | 1                  | 0                  | -           | -           | -           | 26     | 3      |
| 2024             | LA Galaxy        | MLS              | 23+5       | 0          | USOC            | 0               | 0               | LC                 | 2                  | 0                  | -           | -           | -           | 30     | 0      |
| Totale LA Galaxy | Totale LA Galaxy | Totale LA Galaxy | 59+7       | 5          |                 | 3               | 1               |                    | 4                  | 0                  |             | -           | -           | 73     | 6      |
| 2025             | Nashville        | MLS              | 16         | 0          | USOC            | 2               | 0               | LC                 | 0                  | 0                  | -           | -           | -           | 18     | 0      |
| Totale carriera  | Totale carriera  | Totale carriera  | 371        | 29         |                 | 19              | 3               |                    | 4                  | 0                  |             | -           | -           | 394    | 32     |

## Palmarès
- Campionato MLS: 1

LA Galaxy: 2024